# 雷根县
雷根县（Landkreis Regen）是德国巴伐利亚州的一个县，隶属于下巴伐利亚行政区，首府雷根。

## 華語譯名
由於兩岸對於德國行政區「Landkreis」翻譯的不同，台灣稱為「雷根郡」；中國大陸稱為「雷根县」。

## 地理
雷根县北面与卡姆县，北面和东面与捷克的比尔森州，东南面与弗赖翁-格拉弗瑙县，西南面与代根多夫县，西面与施特劳宾-博根县相邻。